# Campylostemon nigrisilvae
Campylostemon nigrisilvae là một loài thực vật có hoa trong họ Dây gối. Loài này được N.Hallé mô tả khoa học đầu tiên năm 1958.